# 人形之國
《人形之國》是日本漫畫家貳瓶勉的漫畫作品，於月刊少年天狼星（講談社）連載。自2017年4月號開始到2021年10月號（2021年8月）連載完結。本作是貳瓶勉首次於少年漫畫雜誌連載的作品。

## 故事背景
名為「阿波希姆茲」（APOSIMZ）的巨型人造天體，座落於由超高硬度的「超構造體」所覆蓋的地底空間。50世紀以前，在地底戰爭中戰敗的人們失去了阿波希姆茲的居住權，被迫留在極寒且荒涼的地表上。然而，除了極端氣候的艱難環境以外，人形病的蔓延、以及會攻擊人的自動機械也是一大威脅。面對種種困境，人們只能自立自強、努力求生。
主角艾斯洛居住在地表上的一棟建築「白菱之梁」，某天他帶著同伴在遺跡層進行探索訓練時，恰好碰上一位正被貝多亞帝國士兵追殺的神祕少女「泰妲妮雅」，少女託付給他們一份「代碼」與七顆「子彈」，沒想到這竟是足以改變艾斯洛以及世界之命運的重要物品。

## 登場人物

### 主角一行人
艾斯洛
故事主角。原是居住於地表城堡「白菱之梁」的普通青年，之後遭逢意外轉生為「正規人形」。轉生後擁有名為"EBTG"的射擊類特殊能力，凱化（盔甲化）型態下全身紅色再加上白色條紋。由於身體與代碼的適應率偏低導致他相比其他正規人形來說必須攝取更多食物與睡眠。
最初在白菱之梁擔任教師的職責來培養孩童們生存技巧。某天他帶著三個小孩子前往遺跡層進行採集與戰鬥訓練，途中碰巧遭遇一位神祕少女「泰妲妮雅」，當時她正被利貝多亞帝國的士兵追殺。泰妲妮雅將「代碼」與「子彈」託付給他們後暫時失去意識，艾斯洛為了保護孩子們不得不射殺帝國士兵。
艾斯洛等人返回白菱之梁後，身為領導者及轉生者的「傑索」為避免遭受帝國報復決定讓大家棄城而逃，然而帝國軍的轉生者「伊尤」突然率領部隊襲擊白菱之梁，居民們幾乎被趕盡殺絕。艾斯洛想要狙擊伊尤但遭到反擊而瀕死，臨死前泰妲妮雅使用代碼讓他轉生成正規人形，變身後雖奮力激戰但機能已達到極限，隨後便墜落到地下遺跡層。當艾斯洛在遺跡層恢復身體機能期間，泰妲妮雅透露了帝國皇帝的野心是佔領地下最深處的「中央控制層」以控制整個星球，而入侵中央控制層的唯一方法便是泰妲妮雅偷帶出來的「反超構造體子彈」（簡稱AMB）以及艾斯洛的特殊射擊能力。最終艾斯洛同意與泰妲妮雅合作以擊敗帝國勢力。
泰妲妮雅
折疊式自動機械，在一場意外中協助艾斯洛轉化為正規人形。被一部分人尊稱為中央控制層的使者。人形狀態下外表就像少女人偶一樣，白髮雙馬尾、紅色瞳孔、身穿黑色歌德風服裝。由於機體限制只能短暫維持人形狀態，原始型態則類似於長了尾巴的四腳節肢生物。遭遇緊急狀況時會暫時變身成人形，可將手臂變形為刀刃進行斬擊、或是展開護盾進行防禦。
凱莎
來自於信仰地底之國「伊魯夫．尼庫」的正規人形少女，對於泰妲妮雅相當敬仰。凱化後全身白色再加上紅色的條紋，擁有操縱電力元素的特殊能力，慣用武器為伸縮自如的棍棒。
當艾斯洛正和帝國正規人形雙胞胎埃爾&埃姆對決之時，凱莎中途加入戰局並與艾斯洛合力解決雙胞胎。此後兩人繼續合作摧毀不少帝國正規人形，包含伊尤等上級轉生者，並朝著伊魯夫．尼庫方向前進。剛開始她與艾斯洛理念不合、時有衝突，但在戰鬥與交流過程中逐漸建立起深厚的信賴關係。到達伊魯夫．尼庫之後，國王嘉治望透露了凱莎的身份其實是他的妹妹、也是該國的公主。

### 利貝多亞帝國
伊尤
利貝多亞帝國的軍人兼轉生者，性格冷酷無情、驕傲自大，自稱是強度僅次於皇帝的正規人形。其正規人形具備操縱冰的特殊能力。
他率領部隊襲擊白菱之梁，並與首度轉生為正規人形的艾斯洛發生激戰但並沒有成功擊殺艾斯洛。在艾斯洛解決掉不少帝國軍轉生者之後，伊尤暗自使用代碼將一個少女轉化為正規人形，該女是白菱之梁居民、被帝國綁架洗腦的「碧可」。伊尤將艾斯洛、凱莎兩人引誘到第三戰俘營，在碧可的支援下雙方展開對決，激戰最後被艾斯洛勉強射殺。
埃爾&埃姆
利貝多亞帝國的下級轉生者雙胞胎，統治著一座城鎮。他們的樂趣是把人形病患者與自動機械放入競技場進行對決。變裝過的艾斯洛混入競技場並與雙胞胎正面對決，雖然雙胞胎憑藉著高速移動的能力一度佔上風，但途中凱莎加入戰鬥並與艾斯洛各自擊殺了雙胞胎中的一人。
周防二千古
利貝多亞帝國的皇帝，男性轉生者。擁有預見未來的特殊能力，但需要消耗大量海格斯粒子。
傑德
帝國聖遺物搜查團准將，身為上級轉生者的紅髮年輕女子。擁有遠端操作自動機械的特殊能力，兼具偵查與戰鬥性能。
托斯
帝國聖遺物搜查團成員，身為上級轉生者的青年男性，平時沉默寡言。擁有操縱金屬的特殊能力，即使沒有變身為人形狀態也能施展強力的金屬之力。
原為帝國最強的士兵，但歷經百年歲月後仍未找到適應的代碼，肉體已達到極限，但在移植了另一個代碼適應者的腦部之後終於成功轉生為正規人形，並在短短三天內就通過轉生者戰鬥測試，被皇帝授予上級轉生者爵位，同時受命前往討伐艾斯洛。

### 真地底教會
嘉治望
地下王國「伊魯夫．尼庫」的國王，凱莎的哥哥。由於使用代碼轉化成正規人形失敗導致失去了一半的身體，還罹患了人形病，幾乎喪失行動能力，只能依靠機械來活動。

## 出版書籍

### 單行本
| 卷數 | 講談社        | 講談社                 | 四季出版                     | 四季出版                                                |
| 卷數 | 發售日期      | ISBN                   | 發售日期                     | ISBN                                                    |
| ---- | ------------- | ---------------------- | ---------------------------- | ------------------------------------------------------- |
| 1    | 2017年5月9日  | ISBN 978-4-06-390706-3 | 2017年12月6日 2019年10月30日 | ISBN 978-986-95-4752-9 ISBN 978-957-86-6132-5（新裝版） |
| 2    | 2018年2月9日  | ISBN 978-4-06-512743-8 | 2019年10月30日               | ISBN 978-957-86-6129-5                                  |
| 3    | 2018年9月7日  | ISBN 978-4-06-512743-8 | 2021年9月30日                | ISBN 978-957-86-6141-7                                  |
| 4    | 2019年4月9日  | ISBN 978-4-06-515256-0 | 2024年4月10日                | ISBN 978-957-86-6155-4                                  |
| 5    | 2019年11月8日 | ISBN 978-4-06-517554-5 | 2025年8月13日                | ISBN 978-957-86-6164-6                                  |
| 6    | 2020年5月8日  | ISBN 978-4-06-519616-8 |                              |                                                         |
| 7    | 2020年11月9日 | ISBN 978-4-06-521161-8 |                              |                                                         |
| 8    | 2021年4月30日 | ISBN 978-4-06-523002-2 |                              |                                                         |
| 9    | 2021年12月9日 | ISBN 978-4-06-526219-1 |                              |                                                         |

### 全彩版
| 卷數 | 講談社        | 講談社                 |
| 卷數 | 發售日期      | ISBN                   |
| ---- | ------------- | ---------------------- |
| 1    | 2019年11月8日 | ISBN 978-4-06-518237-6 |
| 2    | 2020年11月9日 | ISBN 978-4-06-521160-1 |

## 外部連結
- 月刊少年天狼星官網介紹 （页面存档备份，存于）（日語）
- 講談社官網介紹 （页面存档备份，存于）（日語）